# گوستاوو گررو
گوستاوو گررو (انگلیسی: Gustavo Guerrero؛ زاده ۲۲ اکتبر ۱۹۵۹) یک تنیس‌باز اهل آرژانتین است.